# Rumba Tres
Rumba Tres (o Rumba 3) es un grupo español de rumba catalana formado por Pedro Capdevila, Juan Capdevila y José Sardaña.

## Trayectoria artística
El grupo Rumba Tres está compuesto por Pedro Capdevila, José Sardaña y Juan Capdevila. Los dos hermanos, Pedro y Juan, están unidos por su gran amistad con José desde su encuentro en el colegio en Barcelona. Tras el éxito popular que obtuvieron en cafés, plazas y jardines, se plantearon su profesionalización. En los inicios de su trayectoria profesional en el mundo de la música, se dieron a conocer como “Los Espontáneos”, entre 1963 y 1970. Era preciso buscar un nombre, el sello distintivo de su calidad artística y así aparecieron “Los Espontáneos”. El padre de los dos hermanos se convirtió en su mentor y mánager. La primera aparición en público tuvo lugar en el Centro Parroquial del Buen Pastor de Barcelona.
En 1963, Radio Barcelona ofrecía a sus oyentes el programa dominical titulado “La comarca nos visita”. Los Espontáneos acuden como artistas invitados y por primera vez en su vida como artistas profesionales. Fue al lado de Salvador Escamilla y su programa "Radioscope" donde consiguen su primer contrato discográfico con Discophon. 
El cambio de sello discográfico a Discos Belter, significó la imposibilidad de mantener el nombre de “Los Espontáneos”. En 1970 y al haberse decantado en los últimos tiempos hacia la interpretación de la Rumba catalana y ser precisamente los tres componentes del conjunto, se impuso rápidamente el nombre de Rumba Tres.
El primer disco de su segunda etapa discográfica se publicó a principios de 1970, incluyendo las canciones “Tu nombre” y “Besos”. Vinieron después otros discos como “Los palitos”, “Ana María”, “Beatriz” y “Me marcharé”. La canción que dio en la diana del éxito y la popularidad, llevaba por título “Perdido amor”, una versión de la que anteriormente grabó Rosa Morena. Su dinamismo y factura musical mantuvo al trío en el primer plano de la actualidad discográfica nacional, durante más de medio año, consiguiendo el número uno en las listas musicales de canción española, y disco de platino en ventas.
Después de “Perdido amor”, Rumba Tres afianzó su éxito con “Tengo lo que quiero”, una rumba alegre, juvenil, desenfadada que reafirmó a Pedro, Pepe y Juan en primera línea de la popularidad, y con la cual consiguieron otro disco en este caso de oro. Coincidiendo con el lanzamiento de su nuevo disco “No sé, no sé"”, Rumba Tres inicia su proyección europea al editarse varios de sus discos en Alemania, Bélgica y Francia.
El verano de ese mismo año resulta definitivo para su consagración absoluta, y ello gracias a “No sé, no sé”, que ocupó el número uno en ventas y en todas las listas de éxitos nacionales, consiguiendo nuevo disco de platino, y muchos premios, entre los cuales cabe destacar su primer puesto en el Festival Internacional de la Canción de Sopot (Polonia) en 1978, y las dos invitaciones como artistas consagrados en el Festival Internacional de la Canción de Viña del Mar de Chile. Tema de éxito fueron “No vuelvas a soñar”, “Indiferencia”, “Quiero ser feliz”, “El Tiburón”, entre otras. Se convirtieron en uno de los referentes de la rumba en España, junto a Peret y a Los Amaya.
En 2015 fueron protagonistas del documental 'Rumba Tres, de ida y vuelta' dirigido por Joan Capdevila Jr. y David Casademunt, que clausuró el Festival Inèdit de esa edición.
A principios del año 2022, el grupo comunica a través de las redes sociales su disolución como grupo, debido a que uno de sus tres componentes, sufre de problemas de audición con lo cual se hace difícil su continuidad, aunque siempre estarán ligados al ámbito musical.

## Discografía

### LP y SP (vinilo)
- Los Espontáneos, Los palitos (Discophon, 1968)
- Los Espontáneos, Mala Yerba (Discophon, 1969)
- El Belén (Belter, 1971)
- Rumba 3 (Belter, 1972)
- Perdido Amor (Belter, 1973)
- Bravo!! (Belter, 1973)
- Éxitos De Rumba 3 (Belter, 1974)
- No Vuelvas A Soñar (Belter, 1974)
- No Sé, No Sé (Belter, 1974)
- Quiero Ser Feliz (Belter, 1975)
- El Tiburón (Belter, 1976)
- Sudamericana Por Rumbas (Belter, 1976)
- A Belén (Belter, 1976)
- De Vacaciones (Belter, 1977)
- Acuérdate Que Te Quiero (Belter, 1978)
- Y No Te Quedan Lágrimas (Belter, 1979)
- La Fiesta (Belter, 1980)
- Quisiera Ser Bandolero (Polydor, 1981)
- Mi Vida, Tú (Polydor, 1982)
- Rumba Tres 3 (Polydor, 1983)
- La Pobreza Bajo Cero (PDI, 1987)
- Rumbamania (1988)
- Amazonía (1989)